# John Griffin (Unternehmer)

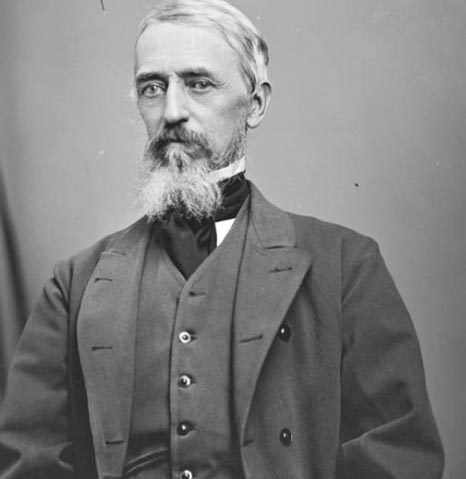
John Griffin, vor 1893

John Griffin (ca. 1813 in God's Hill, Isle of Wight – 13. April 1893 in Nelson (Neuseeland)) war der Gründer und Namensgeber des heutigen neuseeländischen Backwarenherstellers Griffin's Food.

## Werdegang
Griffin wurde ca. 1813 in God's Hill auf der Isle of Wight geboren. Er wurde Müller. 1854 wanderte er mit seiner Frau Charlotte und 7 Kindern nach Neuseeland aus, wo er am 26. September in Nelson ankam. 1855 begann er sein Geschäft in einem Backgeschäft. Anfang der 1860er Jahre zog er aufgrund einer wirtschaftlichen Depression nach Christchurch, wo er als Lebensmittel- und Textilhändler agierte. Als sich die Rahmenbedingungen verbessert hatten, zog er mit seiner Familie zurück nach Nelson, wo er ein Grundstück erwarb. Er errichtete ein Haus und setzte den Handel mit Heizöl fort. Daneben baute er eine Getreidemühle sowie eine Biscuitfabrik, die er bis zu seinem Tod 1893 betrieb.
Seine Söhne sowie spätere Nachkommen bauten Griffin's weiter aus, insbesondere produzierte Griffin's große Mengen von Gebäck während des Zweiten Weltkriegs. 1965 wurde es von Nabisco übernommen.